# Comuna Marcenka, Oleșkî
Marcenka (în ucraineană Марченка) este o comună în raionul Țiurupînsk, regiunea Herson, Ucraina, formată din satele Marcenka (reședința) și Prîvilne.

## Demografie
Componența lingvistică a comunei Marcenka
     Ucraineană (78,19%)
     Rusă (20,75%)
     Alte limbi (0,89%)
Conform recensământului din 2001, majoritatea populației comunei Marcenka era vorbitoare de ucraineană (78,19%), existând în minoritate și vorbitori de rusă (20,75%).